# Baltisk sandstilettfluga
Baltisk sandstilettfluga (Acrosathe baltica) är en tvåvingeart som beskrevs av Andersson 1994. Baltisk sandstilettfluga ingår i släktet Acrosathe och familjen stilettflugor.
Artens utbredningsområde är Sverige. Enligt den svenska rödlistan är arten starkt hotad i Sverige. Arten förekommer på Gotland. Artens livsmiljö är havsstränder. Inga underarter finns listade.